# Gal Rasché
Gal Rasché (1960. március 13. –), leánykori neve Galina Kroutikova, oroszul Галина Крутикова, orosz-osztrák karmester és zongoraművész. 
Anatolij Ivanovnál tanult az N.A. Rimszkij-Korszakov Konzervatóriumban, Szentpéterváron. Több zeneiskolában és intézményben tanított Oroszországban, zenekarmenedzsmenti munkát lát el. Bécsben a Prayner Konzervatóriumban zongoratanár volt és vendégprofesszorként oktatott a Bécsi Konzervatóriumban. Ezen túlmenően a Viennarmonica Zenekarnál két koncertet (W.A. Mozart, F. Schubert és P. I. Csajkovszkij művei) dirigált karmesterként a hangversenycsarnokban és a Zeneszövetség Aranytermében rendezett és dirigált koncerteket. Ezenfelül fellépett vendégkarmesterként különböző országokban.
Ő írta Pjotr Iljics Csajkovszkij Gyermekalbuma tévéelőadásában annak cselekményét, szabadúszóként az Osztrák Rádiónak dolgozik, különböző cikkeket publikált folyóiratokban. 1999-ben elnyerte Jugoszláviában az "Interfer 99" nemzetközi fesztivál versenye során az első helyezett díját.

## Külső hivatkozások
- Hivatalos honlap
- Nikolaj Jolkin Dargomyschski-Jahr ging zu Ende[halott link] (Interview mit Prof.Mag.Mauracher-Kroutikova Galina) 2014
- Konzerthaus, 2010. április 7., Konzertprogram
- "My love city"[halott link], 28 ноября 2009. Konzert in Seul, Seoul National University, Schumann Camerata orchester
- Hangversenycsarnok, 2007. március 12., a koncertprogram
- A Prayner Konzervatórium professzorai
- Hangversenycsarnok, 2000. március 7., a koncertprogram
- Zeneszövetség, 2001. szeptember 25., a koncertprogram[halott link]
- Interfer
- Mozart-golyó, Hivatalos honlap, Dokumentáció, Kanada 2005, ZDF, ARTE, 52 perc, Thomas Wallner, Larry Weinstein rendezésében
- Лидия БУРИШ. Концерт Галь Раше Archiválva 2016. március 4-i dátummal a Wayback Machine-ben // "Венгерский Курьер", 2007. március 6.
- Nina Petlyanova: Novaya Gazeta ( 06.02.2011 Bericht "Novaya Gazeta")